# 미디어 공감 좋은TV
《미디어 공감 좋은TV》는 OBS경인TV에서 매주 금요일 오전 8시 30분에 방송 중인 경기 인천 지역 TV 비평 옴부즈맨 프로그램이다.

## 기획 의도
시청자 단체, 시청자 모니터, 시청자 제보, 방송 전문 패널 등의 다양한 의견을 바탕으로 OBS TV 프로그램을 진단하고 경기 인천 지역 시청자에게 유익하게 전달하는 지역 TV 비평 옴부즈맨 프로그램

## 방송 시간
| 방송 채널 | 방송 기간                          | 방송 시간                                 |
| --------- | ---------------------------------- | ----------------------------------------- |
| OBS경인TV | 2013년 7월 5일 ~ 2014년 10월 3일   | 매주 금요일 아침 8시 45분 ~ 9시 45분      |
| OBS경인TV | 2015년 3월 6일 ~ 2015년 9월 11일   | 매주 금요일 아침 8시 45분 ~ 9시 45분      |
| OBS경인TV | 2016년 4월 29일 ~ 2019년 10월 25일 | 매주 금요일 아침 8시 45분 ~ 9시 45분      |
| OBS경인TV | 2014년 10월 10일 ~ 2015년 2월 27일 | 매주 금요일 아침 8시 30분 ~ 9시 30분      |
| OBS경인TV | 일자 미상 ~ 현재                   | 매주 금요일 아침 8시 30분 ~ 9시 30분      |
| OBS경인TV | 2015년 9월 18일 ~ 2016년 4월 22일  | 매주 금요일 아침 8시 40분 ~ 9시 40분      |
| OBS경인TV | 2019년 11월 1일 ~ 2020년 4월 24일  | 매주 금요일 아침 9시 ~ 10시               |
| OBS경인TV | 2020년 5월 1일 ~ 일자 미상         | 매주 금요일 아침 8시 50분 ~ 9시 50분      |
| OBS경인TV | 일자 미상 ~ 일자 미상              | 매주 금요일 오전 8시 10분 ~ 오전 9시 10분 |

## 패널
- 연세대학교 커뮤니케이션 연구소 강보라 박사
- 문화 콘텐츠 전문가 신정아 박사
- 서울미디어대학원대학교 정회경 교수
- 미디어컨설턴트 홍장선 박사
- 신문 방송학 이지은 박사
- 인천가톨릭대학교 이원 교수
- 경향신문 하경헌 기자
- 수원대학교 정원준 교수

## 코너
- 방송가 뉴스와 시청자 의견 : 시청자 권익 보호와 관련한 방송가의 다양한 소식을 해설과 함께 자세히 전하여 시청자를 위한 방송의 책임과 역할을 일깨우고 시청자 모니터 등을 통해 비평하는 방송 프로그램에 대한 시청자의 쓴소리를 가감 없이 소개하는 시청자 코너
- 시청자 공감 TV 있수다 : 시민 단체 YMCA 방송 프로그램 모니터의 회원들이 한 주 동안 OBS 프로그램을 시청한 후 자유로운 대화 형식으로 프로그램의 장단점과 개선점을 이야기하는 시청자 단체 참여 광장
- 시청자 게시판 클릭! OBS : OBS 홈페이지, 시청자 모니터 의견 등 다양한 통로로 제시된 시청자들의 프로그램에 대한 다양한 의견을 취합하여 프로그램 해당 내용과 함께 소개하는 시청자 발언대
- TV 수행 평가 : 교수, 기자, 방송 작가, 방송 평론가 등으로 구성된 전문 패널리스트들이 스튜디오에 직접 출연하여 한 주간 방송된 OBS의 프로그램 중 선정된 프로그램을 집중 분석하고 이를 통해 프로그램의 개선점을 찾음과 아울러 발전 방안을 심도 있게 제안하는 코너
- OBS 골라보기 : OBS에서 방송 중이거나 방송 예정인 프로그램을 재미있는 하이라이트로 소개하여 시청자들이 OBS의 좋은 프로그램들을 보다 친숙하고 가깝게 시청할 수 있도록 안내하는 프로그램 가이드